# Reseda gredensis
Reseda gredensis es una especie de planta de la familia de las resedáceas.

## Descripción
Es una planta perenne. Multicaule y glauca. Los tallos alcanzan un tamaño de hasta 10-25 cm de altura, postrados o ascendentes, glabros, glaucos. Hojas 4-8(13) × 0,5-1 mm, fasciculadas, lineares, mucronuladas, subenteras –a veces con 1(2) pares de apéndices escariosos hacia la base–, glabras, glaucas, subcarnosas. Inflorescencia racemosa, densa, estrecha–de 0,7-1 cm de ancho–; brácteas 1,5-2 mm, persistentes, ovadas, de margen escarioso, entero, glabras; pedicelos florales 0,5-1,5 mm, los fructíferos de hasta 3 mm, algo mayores. Sépalos (5)6(7), de 1-2 mm, persistentes, agudos, de estrecho margen escarioso, entero, glabros. Pétalos (5)6(7), de 3-5 mm, blanquecinos, que amarillean en la desecación; los superiores, unguiculados, con uña de longitud 1/4-1/3 de la del pétalo, de subromboidal a obovada, separada del limbo por una membrana transversal, y limbo subtriangular, con 3-5 lóbulos; pétalos laterales e inferiores, no unguiculados, linear-lanceolados. Estambres 9-12, más cortos que los pétalos; filamentos persistentes, glabros; anteras 0,7-0,8 mm, elipsoideas, amarillas. El fruto en forma de cápsula de  4 × 4 mm, erecta, subsésil, subglobosa, con surcos profundos en la zona placentaria, ligeramente umbilicada en el ápice y con 4(5) dientes erectos de 1-1,5 mm, glabra. Semillas 0,7-0,8 mm, reniformes, de un pardo obscuro a negruzcas, lisas, mates; testa teselada, de teselas lobuladas y ruguladas, con papilas cónicas en la zona del pliegue.

## Distribución y hábitat
Se encuentra en  la península ibérica, taludes, gleras, arenas sobre granito o gneis; a una altitud de 1200-2300 metros, en las Sierra de Gredos, Sierra del Barco, Sierra de Béjar y Sierra de la Estrella. En España y Portugal.

## Taxonomía
Reseda gredensis fue descrita por (Cutanda & Willk.) Müll.Arg. y publicado en Prodromus Systematis Naturalis Regni Vegetabilis 16(2.2): 582, en el año 1868.
Citología
Número de cromosomas de Reseda gredensis (Fam. Resedaceae) y táxones infraespecíficos: 
2n=28
Sinonimia
- Reseda glauca subsp. gredensis (Cutanda & Willk.) Malag.
- Reseda virgata var. gredensis Cutanda & Willk.[4]